# Olivmangabe
Die Olivmangabe (Cercocebus agilis) ist eine Primatenart aus der Familie der Meerkatzenverwandten (Cercopithecidae).

## Merkmale
Olivmangaben erreichen eine Kopf-Rumpf-Länge von rund 45 bis 65 Zentimeter, wozu noch ein ungefähr gleich langer Schwanz kommt, sie wiegen 5 bis 13 Kilogramm, wobei die Männchen deutlich größer als die Weibchen werden. Ihr Fell ist an der Oberseite graugrün oder olivgrün gefärbt, der Bauch ist heller, oft weißlich.

## Verbreitung und Lebensraum

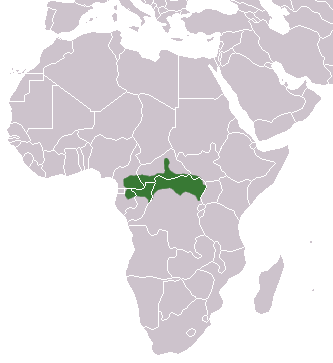
Verbreitungskarte der Olivmangabe

Olivmangaben leben im mittleren Afrika. Ihr Verbreitungsgebiet reicht von Kamerun und Äquatorialguinea über den Norden von Gabun und der Republik Kongo bis in die nördliche Demokratische Republik Kongo. Hier bildet der Kongo-Fluss die Südgrenze ihres Habitats, südlich davon lebt die verwandte Goldbauchmangabe. Ihr Lebensraum sind Wälder in der Nähe von Flüssen oder Seen, die zumindest zeitweise überflutet sind.
Vermutlich stellt die Zerstörung des Lebensraums eine Gefährdung für die Art dar. Die IUCN listet die Art jedoch als „nicht gefährdet“ (least concern).

## Lebensweise
Sie sind wie alle Altweltaffen tagaktiv und halten sich zeitweise am Boden auf, die Männchen mehr als die Weibchen. Sie leben in Gruppen von etwa 8 bis 18 Tieren zusammen, die sich aus einem oder mehreren Männchen, etlichen Weibchen sowie den dazugehörigen Nachwuchs zusammensetzen.
Die Männchen führen und beschützen die Gruppe. Sie stoßen laute Schreie aus, die sowohl die Gruppe zusammenhalten als auch andere Gruppe auf die eigene Anwesenheit aufmerksam machen.
Olivmangaben sind Allesfresser, die jedoch vorzugsweise Früchte zu sich nehmen. Daneben verzehren sie auch Samen, Nüsse, Knospen und Pilze, aber auch Vogeleier sowie Insekten und andere Kleintiere.

## Systematik
Früher galt die Olivmangabe als Unterart der Haubenmangabe (als Cercocebus galeritus agilis), erst seit den 1970er-Jahren wird sie als eigenständig betrachtet. Die Goldbauchmangabe wiederum galt als Unterart der Olivmangabe und wird seit 2001 als eigene Art geführt.